# Mirage Studios
Mirage Studios — независимое американское издательство комиксов. Известно прежде всего серией комиксов о Черепашках-ниндзя.

## История
В 1983 году познакомились двое художников-самоучек Кевин Истмен и Питер Лэрд.
Вскоре после этого Лэрд вместе с женой Джаннин переехали в Довер, штат Нью-Гемпшир, расположенный в двадцати милях от городка Огунквит, где жил Истмен. Вскоре после заселения Джаннин и Питера на арендуемую квартиру их сосед по дому съехал, что позволило Истмену заселиться к ним и помогать в оплате за съём. На досуге они занимались рисованием комиксов, тщетно пытаясь найти издателя для своих работ. Однажды они сидели перед телевизором и, от нечего делать, рисовали карикатуры. Кевин нарисовал прямоходящую черепаху с нунчаками в лапах и назвал набросок «Черепашка-ниндзя». Летом 1983-го они основали собственную студию «Mirage» и принялись за создание полноценного комикса. В мае 1984 года Истмэн и Лэрд на свои деньги издали черно-белые комиксы «Черепашки-Ниндзя».
Комикс был издан тиражом 3000 экземпляров и к 1985 году был трижды напечатан дополнительным тиражом. Он опять обратился к публикации работ как признанных художников, так и начинающих, что вдохнуло в издание новую силу. После издания двух тиражей первого выпуска Кевин уехал обратно в Портланд, на работу. А Лэрд вместе с женой, которую теперь ждала работа, окончательно переехали в Коннектикут. Тем временем, популярность комикса подтолкнула их с Питером на продолжение, но работать им пришлось за триста миль друг от друга, созваниваясь и переписываясь. Несколько раз Кевин совершал изнурительные долгие поездки к Питеру, они садились и работали вместе, а затем он уезжал обратно. Однако после окончания работы над вторым выпуском Кевин почувствовал успех и переехал в Коннектикут.
С успехом Черепашек-ниндзя Истмен и Лэрд наняли группу художников, чтобы помочь с увеличившейся нагрузкой. Первым из них стал школьный друг Кевина Стив Лавин, нанятый в 1984 году как леттерер (англ. letterer — художник комиксов, рисующий тексты).
В 1985 году Истмен и Лэрд наняли художника Райана Брауна, чтобы тот помог им как инкер (англ. inker — художник комиксов, наносящий контуры рисунка чернилами по карандашному наброску). В следующем году в команду вошли Джим Лоусон из Коннектикута и Майкл Дуни из Нью-Джерси, ставшие пенсилером (англ. penciler — художник комиксов, создающий карандашный эскиз) и автором обложек, соответственно. В 1989 году Кевин Истмен предложил внештатным иллюстратором Эй-Си Фарли, для создания обложки коллекционного издания комиксов. Питер Лэрд предложил Фарли сделать выпуск № 29 TMNT. Фарли в конце концов пригласили на постоянную работу в студии, и он создал много обложек для выпусков TMNT до ухода из студии в 2004 году, чтобы возобновить свой независимый бизнес.
Более поздние пополнения команды студии включают в себя художника Эрика Тэлбота, знакомого от Истмена и Лавина по старшей школе, писателя Стивена Мерфи и друг Брауна инкера Дэна Бергера. За исключением Истмена и Фарли все эти авторы все ещё работают с Mirage Studios.
В 1988 Mirage Studios участвовал в разработке билля о правах создателей комиксов.
В июне 2000 году Питер Лэрд выкупил у отошедшего от дел Кевина Истмена все права на интеллектуальную собственность по теме Черепашек-ниндзя, став единственным обладателем прав на них. В марте 2008 Лэрд выкупил у Истмена все оставшиеся акции Mirage Studios.
21 октября 2009 года было объявлено, что кабельный канал Nickelodeon (дочерняя компания Viacom) приобрёл у Mirage Studios все права на Черепашек-ниндзя. Mirage оставляет за собой право на издание 18 выпусков комиксов о них в год.

## Издаваемые комиксы
- Teenage Mutant Ninja Turtles и другие связанные произведения Кевина Истмена и Питера Лэрда
- Bade Biker & Orson Джима Лоусона
- Barabbas Дэна Вэдо и Джино Атанасио
- Bioneers by A.C. Farley
- Commandosaurs Питера Лэрда
- Dino Island Джима Лоусона
- Gizmo Майкла Дуни
- Gobbledygook
- Grunts
- Gutwallow Дэна Бергера
- Hallowieners: Invasion of the Halloween Hot Dogs Райана Брауна
- Hero Sandwich
- Melting Pot Кевина Истмена и Эрика Тэлбота
- Mirage Mini-Comics
- Paleo Джима Лоусона
- Planet Racers Питера Лэрда и Джима Лоусона
- Plastron Cafe
- Prime Slime Tails
- The Puma Blues Стивена Мерфи и Майкла Зулли
- Rockola Райана Брауна
- Stupid Heroes Питера Лэрда
- Usagi Yojimbo (volume 2) и другие связанные произведения Стэна Сакаи
- Wild West C.O.W.-Boys of Moo Mesa Райана Брауна
- Xenotech Майкла Дуни